# Tadeusz Manteuffel
Tadeusz Manteuffel-Szoege, mais conhecido como Tadeusz Manteuffel ou Taddaeus Júlio Joseph von Manteuffel (Rezekne, Letônia, 5 de março 1902 - 22 de setembro 1970) foi um importante medievalista e historiador polonês, além de um soldado da Armia Krajowa, foi o fundador e primeiro diretor do Instituto de História da Academia Polaca de Ciências e  presidente da Sociedade Polonesa de História, entre 1950-1953.

## Biografia
Ele fez escola em Chrzanowski, Varsóvia e logo depois em Petrogrado, no então Ginásio Jan Zamoyski em Varsóvia, onde obteve um diploma de ensino médio, em 1919. 
Entrou para a Guarda Nacional. Em 1919 começou seus estudos na Universidade de Varsóvia. De julho a novembro 1920 participou do serviço militar voluntário. Lutou durante a Guerra Polaco-Soviética. Durante a defesa de Varsóvia perdeu seu braço direito.